# Phithadas
Phithadas war ein böotischer Töpfer, tätig in der 1. Hälfte des 6. Jahrhunderts v. Chr.
Er ist nur bekannt durch seine Signatur auf zwei Aryballoi:
- Aryballos in Form einer Feldflasche ehemals Sammlung Tyszkiewicz
- Ring-Aryballos Wien, Kunsthistorisches Museum IV 1864